# Александр Усик — Даниель Дюбуа (2023)
Александр Усик — Даниель Дюбуа — профессиональный боксёрский двенадцатираундовый поединок в тяжёлом весе, который состоялся 26 августа 2023 года на футбольном Стадионе Вроцлав, во Вроцлаве, Польша между объединённым чемпионом мира по версиям WBA Super, IBF, WBO и IBO украинцем Александром Усиком и обязательным претендентом на титул чемпиона мира во версии WBА британцем Даниель Дюбуа, который также является регулярным чемпионом мира в тяжёлом весе по версии WBA.
Поединок был рассчитан на двенадцать раундов, но не прошёл всю дистанцию и закончился победой Усика нокаутом в 9-м раунде.

## Предыстория
В апреле 2023 года Всемирная боксёрская ассоциация (WBA) потребовала от команды объединённого чемпиона мира по версиям WBA/IBF/WBO в супертяжелом весе Александра Усика (20-0, 13 КО) начать переговоры с обладателем титула регулярного чемпиона мира по версии WBA британцем Даниэлем Дюбуа (19-1, 18 КО), сообщает Boxing Scene. Команды бойцов должны были подписать контракт на поединок до 2 мая. Но контракт не был подписан, по правилам боксёрской федерации бой был выставлен на торги. И 25 мая в Хьюстоне (США) состоялись промоутерские торги за право выступить организатором этого поединка. Цена проведения боя на старте составила 1 миллион $. Команда Усика внесла на торги 8 млн $. Сторона Дюбуа смогла выставить на кон — 5,6 млн $. На торгах победила ставка команды Усика. По правилам организации Усику, как полноценному чемпиону, полагается $6 042 750, то есть 75 % от общего призового фонда. Соответственно, Дюбуа гарантированно получит 25 % или $2 014 250.

## Взвешивание
Александр Усик (20-0, 13 KO) — 100,2 кг
Даниель Дюбуа (19-1, 18 KO) — 105,8 кг

## Ход боя
Бой прошёл 26 августа 2023 года во Вроцлаве (Польша). Поединок был рассчитан на двенадцать раундов, но не прошёл всю дистанцию и закончился победой Усика нокаутом в 9-м раунде. В 5-м раунде Усик оказался на настиле ринга после боди-панча в район пояса, который рефери Луис Пабон расценил как «удар ниже пояса» и дал чемпиону длительный более 4-х минут тайм-аут для восстановления. Команда Дюбуа считает что это был легальный нокаутирующий удар. Но бой продолжился и Дюбуа неплохо провёл 8-й раунд, и возможно выигрывал его до последних секунд, когда пропустил комбинацию Усика и «взял колено», а рефери отсчитал нокдаун. В 9-м раунде Усик активизировался и ещё раз отправил Дюбуа в нокдаун жёстким джебом, после которого Дюбуа снова «взял колено», и готов был продолжить бой, но рефери остановил поединок засчитав победу Усику. На момент остановки двое судей насчитали: 79-72, а третий — 78-73 — в пользу Усика.

## Статистика ударов
Усик нанёс больше ударов в общем (359—290) и показал лучший КПД (25 % против 16 % у соперника). 88 раз удары Александра достигли цели (10 из них по корпусу). Дэниел столько же раз поразил туловище чемпиона, но при этом всего 47 его попыток оказались точными.
Также у Усика подавляющее превосходство в точных джебах (52—13) и формальное в силовых (36—34).

## Судейство
Бой судили трое судей и один рефери.
Судьи: Стенли Кристодолоу (ЮАР), Лешек Янковяк (Польша), Павел Кардыни (Польша). Рефери в ринге — Луис Пабон (Пуэрто-Рико).
Дюбуа пробил удар ниже пояса и рефери Луис Пабон зафиксировал нарушение, дав чемпиону длительный более 4-х минут тайм-аут для восстановления, в то время как Дюбуа с этим был не согласен, и утверждал, что наносил удар в ватерлинию пояса. Всемирная боксерская Ассоциация (WBA) вынесла решение по поводу спорного момента в пятом раунде боя: «Александр Усик по-прежнему остается чемпионом нашей организации в супертяжелом весе благодаря победе техническим нокаутом в девятом раунде над Дэниэлом Дюбуа на большом стадионе во Вроцлаве, Польша. Усик провел свою вторую защиту титула, в том числе и титулов WBO и IBF, и все благодаря его уму и точности. Он показал великолепный бокс, отличную работу джебом, прекрасную работу ног, и в итоге это принесло ему победу над Дюбуа, который, в свою очередь, не боялся чемпиона и всеми силами пытался переломить ход событий, но не смог достичь своей цели. Во время боя произошел драматичный момент, который вызвал массу споров. Дюбуа ударил ниже пояса, и Усик упал на настил. Область пояса, в которую попал Дюбуа вызывала много споров и внутри нашей организации, но рефери принял решение дать Усику время на восстановление, чтобы он мог продолжить бой и Александр стал действовать агрессивнее, и доказал, что он сильнее своего соперника. Поэтому, мы поддерживаем решение рефери в этом бою», — говорится в сообщении wbaboxing.com.

## После боя
После боя судейство в этом поединке вызвало споры в Великобритании — некоторые боксёры и эксперты бокса считают что именно Даниель Дюбуа победил в этом поединке отправив в нокаут Александра Усика боди-панчем в 5-м раунде, но ему просто не отдали эту победу. «Я не думаю, что это был удар ниже пояса. Меня обманули, лишив победы» — прокомментировал поражение Дюбуа. Промоутер Фрэнк Уоррен, представлющий Даниэля Дюбуа, заявил, что его клиент не бил украинца ниже пояса и призвал провести реванш. Расс Анбер, катмен Александра Усика прокомментировал запрещенный удар: «Пупок – это граница для удара ниже пояса, просто и понятно. Все, что ниже этой черты, – это удар ниже пояса» . Промоутер украинца Александр Красюк выложил у себя в инстаграм скриншот момента удара ниже пояса, подписав фото: «Для тех, кто увидел удар по правилам». Британские боксеры Тони Беллью и Лиам Смит поддержали украинца. «Это было ниже пояса, неважно, как высоко были надеты его шорты. К слову, команда Дюбуа могла потребовать от Усика спустить шорты перед боем, если им что-то не нравилось. Да, Усик выжал максимум времени на восстановление, которое ему позволили. Но никто не может ответить, остался бы он на ногах, если бы судья засчитал этот удар».

## Гонорары
По правилам организации Усику, как полноценному чемпиону, полагалось $6 042 750, то есть 75% от общего призового фонда. Соответственно, Дюбуа гарантированно получил 25% или $2 014 250. Оба гонорара указаны без доходов от PPV трансляции на TNT Sports (ранее BT Sport) которая стоила 19,95 фунтов на Великобританию. О точных цифрах покупок PPV ничего не известно. Предположительно возможный гонорар Усика составил 10 миллионов долларов.